# Уйо
Уйо (англ. Uyo) — місто на південному сході Нігерії. Адміністративний центр штату Аква-Ібом.
Населення близько 130 тис. (2005). Знаходиться на трасі Орон — Ікот-Екпене. У місті розташовані нафтосховища, зерносховища. Центр місцевої торгівлі (ямс, маніок, олійна пальма).
У місті є університет Уйо (1983); Єпархія Римсько-католицької церкви, створена в 1989 році.

## Клімат
Місто знаходиться у зоні, котра характеризується мусонним кліматом. Найтепліший місяць — березень із середньою температурою 27.4 °C (81.3 °F). Найхолодніший місяць — липень, із середньою температурою 24.8 °С (76.6 °F).
| Клімат Уйо              | Клімат Уйо | Клімат Уйо | Клімат Уйо | Клімат Уйо | Клімат Уйо | Клімат Уйо | Клімат Уйо | Клімат Уйо | Клімат Уйо | Клімат Уйо | Клімат Уйо | Клімат Уйо | Клімат Уйо |
| Показник                | Січ.       | Лют.       | Бер.       | Квіт.      | Трав.      | Черв.      | Лип.       | Серп.      | Вер.       | Жовт.      | Лист.      | Груд.      | Рік        |
| Середня температура, °C | 26         | 27,3       | 27,4       | 27,1       | 26,5       | 25,6       | 24,8       | 24,8       | 25,2       | 25,6       | 26         | 25,7       | 26         |
| Норма опадів, мм        | 25.6       | 50.3       | 130.3      | 191.3      | 258.6      | 351.4      | 398.6      | 343.1      | 380.7      | 285.3      | 115.1      | 29.3       | 2559.6     |
| Днів з опадами          | 2,8        | 4,9        | 9,9        | 13,5       | 16,6       | 18,9       | 21,6       | 22,3       | 22,8       | 18,6       | 7,1        | 2,9        | 161,9      |
| Вологість повітря, %    | 74.4       | 74.2       | 77.2       | 80.1       | 82.7       | 84.3       | 85.7       | 85.7       | 84.7       | 84.5       | 83.3       | 78.2       | 81.3       |
| ----------------------- | ---------- | ---------- | ---------- | ---------- | ---------- | ---------- | ---------- | ---------- | ---------- | ---------- | ---------- | ---------- | ---------- |
| Джерело: Weatherbase    |            |            |            |            |            |            |            |            |            |            |            |            |            |

## Уродженці
- Семюел Екпе Акпабот (1932—2000) — нігерійський композитор, диригент та музикознавець.